# Paweł Surówka
Paweł Henryk Surówka (ur. 1980 roku) – polski menedżer. Prezes PZU w latach 2017–2020. Od 2022 prezes Eurocashu

## Wykształcenie
Ukończył ekonomię na Ludwig Maximilian Universität w Monachium.
Jest również absolwentem paryskich uczelni: Universitẻ Paris 1 Panthẻon Sorbonne i École des Hautes Études en Sciences Sociales, gdzie studiował filozofię, historię i politykę.

## Kariera
W latach 2007–2013 był doradcą finansowym w Bank of America Merrill Lynch w Paryżu, gdzie odpowiadał za region Europy Środkowej i doradzał w zarządzaniu portfelem inwestycyjnym. Następnie do 2015 roku był członkiem zarządu grupy Boryszew, w której był dyrektorem biura do spraw rozwoju sektora automotive. Od 2015 roku był doradcą prezesa PKO BP oraz dyrektorem bankowości korporacyjnej i inwestycyjnej na Niemcy. W tym czasie otworzył pierwszy zagraniczny oddział PKO we Frankfurcie nad Menem. Z grupą PZU związany był od stycznia 2016 roku. W czerwcu 2016 roku został powołany na stanowisko Prezesa Zarządu PZU Życie SA, a w kwietniu 2017 roku zastąpił Michała Krupińskiego na stanowisku prezesa zarządu PZU SA. Ustąpił w połowie marca 2020 roku. 16 grudnia 2021 został powołany na stanowisko prezesa zarządu Eurocash z dniem 1 stycznia 2022.